# Brian Weiss
Brian Leslie Weiss, född 6 november 1944, är en amerikansk psykiater och psykoterapeut som skrivit böcker om hur bearbetning av minnen från tidigare liv kan ha en terapeutisk funktion. Weiss menar att om man bearbetar traumatiska händelser i tidigare liv så kan vissa psykiska störningar försvinna.
Weiss är övertygad om det riktiga i reinkarnations-läran. Det finns andra psykoterapeuter som är inne på samma linje som Weiss vad avser det terapeutiska värdet i bearbetning av minnen från påstådda tidigare liv, men som håller frågan om minnenas ursprung öppen. Raymond Moody är en psykoterapeut med detta alternativa synsätt.

## Böcker
Bland Brian Weiss böcker kan nämnas:
- Tidigare livs helande kraft, originaltitel Through Time Into Healing, 1993 (svensk översättning 1998).
- Många liv, många mästare, originaltitel Many Lives Many Masters, 1988 (svensk översättning 1996).
- Kärlek liv efter liv, originaltitel Only Love Is Real, 1997 (svensk översättning 1997).
- Budskap från mästarna: finn kärlekens kraft i ditt liv, originaltitel Messages from the Masters. Tapping into the Power of Love, 2001 (svensk översättning 2001).
- En själ - många liv, originaltitel Same soul, many bodies, 2005 (svensk översättning 2006).